# ERepublik
eRepublik ist ein Browser-basiertes MMOG, das seit dem 21. Oktober 2007 über das Internet erreichbar ist. Es wurde von Alexis Bonte und George Lemnaru entwickelt und verfügte zwischenzeitlich über ein 40-köpfiges Entwicklerteam. Das Spiel ist in PHP im Symfony-Framework geschrieben und in rund 30 Sprachen spielbar.
Das Spiel funktioniert als eine Art Soziales Netzwerk, wo die Spieler sich an Militär, Medien, Politik und Wirtschaft ihres Landes beteiligen können. Das Spiel ist kostenfrei, allerdings besteht die Möglichkeit, sich gegen Echtgeld zusätzliche Spiel-Währung (Gold) zu kaufen. Im Gegensatz zu vielen anderen Browsergames gibt es zwar keine speziellen Items, die man nur für Echtgeld kaufen kann, zahlreiche Objekte sind jedoch so teuer ausgestaltet, dass sie mit im Spiel erwirtschaftetem Gold nur schwer erworben können.

## Überblick
Implementiert wurden 70 Staaten, in denen sich der Spieler ansiedeln kann. Größtenteils handelt es sich um europäische, asiatische und amerikanische Staaten. Hinzu kommen Australien, Neuseeland sowie Südafrika, Nigeria und Ägypten als einzige afrikanische Staaten. Jeder Staat ist noch einmal in verschiedene Regionen unterteilt (bei Deutschland entsprechend in 13 Bundesländer) ohne Stadtstaaten. Jeder Staat in eRepublik hat einen Präsidenten, der monatlich per Direktwahl von den Bürgern gewählt wird. Zudem gibt es monatliche Kongresswahlen sowie Wahlen um das Amt des Parteipräsidenten. Seit 2014 ist es möglich, dass demokratisch gewählte Präsidenten durch Diktatoren gestürzt werden können. Revolutionen können die Demokratie wiederherstellen.
Mittlerweile zentraler Bestandteil des Spiels sind das Militär und die Kriegsführung. Durch tägliches Trainieren kann der Spieler seine Stärke verbessern. Kommt es zum Krieg zwischen zwei Ländern, kann der Spieler dann für seinen Staat oder dessen Verbündete kämpfen. Durch Verwendung von Waffen kann er seinen Schaden erhöhen. Der Spieler verliert im Kampf Gesundheit, die er durch Krankenhäuser, Nahrung, Häuser oder gegen Gold wiederherstellen kann. Ist eine Region von einem fremden Staat besetzt gibt es außerdem die Option, (gegen Bezahlung von Gold) einen Widerstandskrieg zu starten. So wird verhindert, dass einmal von der Landkarte verschwundene Staaten im Spiel auf ewig ausgelöscht bleiben.
Neben dem Engagement in Politik und Militär kann der Spieler in einer Firma arbeiten oder später auch eine oder mehrere Firmen besitzen und verwalten. Es gibt Firmen für Bedarfsgüter wie zum Beispiel Nahrung, Reisetickets, Häuser oder Waffen in verschiedenen Qualitätsstufen. Um diese herzustellen, braucht man jedoch Rohstoffe wie Weizen, Eisen, Öl und Steine, die wiederum in anderen Firmen hergestellt und zum Verkauf angeboten werden. Dazu kommen Firmen, die Krankenhäuser und Abwehrsysteme herstellen. Diese beiden Produktarten werden nicht von Bürgern oder anderen Unternehmen aufgekauft, sondern durch den jeweiligen Staat – vertreten durch den Kongress. Zudem regelt der Kongress die Einkommens-, Export- und Mehrwertsteuer auf die verschiedenen Güter.

## Spieler und Entwicklung
Das Spiel wurde von seinem Startpunkt bis über das Jahr 2010 hinaus kontinuierlich weiterentwickelt, wobei sich der Fokus von einer internationalen Politiksimulation immer stärker zu einem Kriegsspiel verschob, auch wenn die Spielmodule für Wirtschaft, Politik und Medien weiterhin wichtige Rollen innehatten. Die Entwickler stützten sich dabei auf Befragungen von Spielern sowie auf Analysen erfolgreicher Facebook-Spiele. Entwickler Bonte gab 2010 an, mehr als eine Million Spieler würden eRepublik spielen, was aber eine deutlich geschönte Zahl war und wenig aktive Konten mit einschloss. Die Zielmarke die Bonte 2008 vorgegeben hatte (100.000 Spieler im kommenden und 1 Million im folgenden Jahr) war damit nur teilweise erreicht worden.
Im November 2010 existierten über 4 Millionen Spielerkonten, die aber auch zu diesem Zeitpunkt längst nicht mehr alle aktiv waren. Mehrfach-Accounts (durch die Richtlinien des Spiels untersagt, aber dennoch stark praktiziert) erschweren seit Beginn eine realistische Messung der tatsächlichen Spieler-Anzahl. Im Jahr 2009 erreichte das Spiel 100.000 aktive Spielerkonten. Mitte 2010 wurden durch die Spiel-Administratoren mehr als ein Drittel der 375.000 Spielerkonten aufgrund des Verdachts von Mehrfach-Nutzung durch einzelne Spieler gesperrt und die Regeln seither deutlich schärfer kontrolliert. Die Zahl der aktiven Spieler schwankte in den Folgejahren bis 2013 zwischen unter 200.000 und über 250.000. Mittlerweile hat der Reiz des Spiels abgenommen: im Jahr 2015 lag die Zahl der aktiven Spielerkonten beinahe durchgängig unter 100.000, im Februar 2021 waren es bloß rund 40.000 Spieler weltweit.
Länder mit zahlreichen Spielern (und das Geschick von deren gewählten Vertretern als „Regierung“) dominieren die Weltpolitik und die Allianzen des Spiels. Die ersten Monate des Spiels erlaubten es den zu Beginn spielerstarken Schweden, mehrere Nachbarn und sogar die zweitstärkste Nation Polen zu erobern, was aber nicht lange anhielt. Ab der Einführung des Spielfeatures „Widerstandskampf“ gelang es einzelnen Spielergruppen nur noch selten, komplette Nationen dauerhaft besetzt zu halten. Zwischen 2010 und 2013 herrschten wechselnde bipolare Machtblöcke im Spiel vor, nach der Einführung eines offiziellen Allianzsystems änderte sich dies hin zu einer multipolaren Ordnung. Seit 2011 war Serbien lange die mächtigste Nation im Spiel (über 25.000 Spieler im Jahr 2010, zwischen 6.000 und 12.000 im Jahr 2015). Weitere in den Boomjahren 2009 bis 2012 bedeutsame Spielernationen waren unter anderem die USA, Polen, Ungarn, Mazedonien, Rumänien, Brasilien, Chile und Argentinien. Die genauen Machtverhältnisse im Spiel fluktuierten jedoch ständig, bedingt durch oft geringe Retentionsraten und die politischen wie wirtschaftlichen Dynamiken des Spiels. Rivalitäten zwischen verschiedenen osteuropäischen und südamerikanischen Ländern halten die Spielerpopulationen dort hoch, während die drei im Spiel vertretenen deutschsprachigen Länder besonders geringe Zahlen an Spielern im Vergleich zu realen Bevölkerung aufweisen. Entsprechend wurde das Ingame-Deutschland trotz einer Staatenfusion mit dem gleichfalls spielerschwachen Dänemark (Germark) häufig durch die stärkeren Nachbarländer besetzt. Spielerisch ausgelebte antideutsche Ressentiments wurden hierbei als Grund angegeben.
Seit Februar 2010 gibt es die Möglichkeit, ein eRepublik-Profil mit einem Facebook- oder Google-Profil zu verbinden. Es gibt auch ein eigenes eRepublik-Wiki.

## Preise
- 12. Dezember 2007 – LeWeb3 2007 – Special Jury prize for the best European Start-up[1]
- 9. Oktober 2008 – TechCrunch Awards – FOWA (Future of Web Apps)[1][8]
- April 2009 – 13thAnnual Webby Awards – Official Honoree[1]
- 9. Juli 2009 – TechCrunch Europe Award – Kategorie: Best Entertainment Application or Service (EMEA) (2. Platz)[1]
- Januar 2010 – AlwaysOn – OnMedia Top 100 winners[1]

## Pressestimmen
„eRepublik creates multiplayer global strategy game]“

„eRepublik offers a real second life“

„eRepublik takes strategy games to the Web“

## Finanzierung
In vier Runden hatte eRepublik 3,25 Millionen Euro an investierten Finanzmitteln aufgetrieben.
- Februar 2007 – 200.000 Euro
- Juni 2008 – 550.000 Euro
- Juni 2009 – 2.000.000 Euro
- Juli 2012 - 500.000 Euro

Das Tagesgeschäft bestreitet eRepublik durch in-game Verkäufe von Gold oder Spielgegenständen.

## Klone
Zahlreiche Spiele übernahmen das Prinzip von eRepublik in weiten Teilen oder sogar komplett. Dazu zählen zum Beispiel eJahan und virtual nations.